# Viva Piñata: Pocket Paradise
Viva Piñata: Pocket Paradise es un juego de simulación de vida desarrollado por Rare, para la consola de videojuegos Nintendo DS y basado en Viva Piñata.
Fue desarrollado por el equipo portátil de Rare, a diferencia de Viva Piñata: Party Animals y la versión para PC del juego original, que fueron desarrollados por desarrolladores independientes. Fue el último juego de Rare desarrollado para una consola de Nintendo.

## Jugabilidad
Viva Piñata: Pocket Paradise es, al igual que su predecesor, un juego de caja de arena que obliga al jugador a convertir un terreno abandonado en un hermoso jardín. El juego conserva la mayoría de las características y toda la piñata del original. Como el juego se construyó desde cero para la DS, el equipo portátil de Rare aprovechó la oportunidad para añadir características y cambios adicionales.

### Controles
La diferencia más obvia entre Pocket Paradise y el original es que todo el juego se controla con el lápiz táctil, dando al jugador un método muy directo e intuitivo de interactuar con su jardín. Ahora es posible simplemente "dibujar" la hierba en el suelo, o golpear dos veces una flor para quitarle la cabeza.
El juego también hace uso de las dos pantallas de la DS donde, para la mayoría del juego, la vista principal del jardín se muestra en la pantalla inferior de la DS. En la pantalla superior, hay un panel de información sensible al contexto que es único para esta versión del juego. La información que se muestra cambia dinámicamente para reflejar lo que se ha seleccionado actualmente - desde los requerimientos románticos de una piñata individual hasta un porcentaje de las baldosas del jardín. Incluso es posible intercambiar las pantallas e interactuar con el panel de información, para ver una enciclopedia completa de la piñata, un diario, una página de premios y una pirámide de la piñata (entre otras cosas).

### Características únicas
Aparte de los cambios de control, hay un puñado de cambios de diseño que son únicos para esta versión del juego. En primer lugar, ya no es posible comprar fertilizantes o dulces románticos. El abono (al que ahora se accede a través de la paleta de herramientas principales) sólo se produce cuando se hace que un Taffly interactúe con un pedazo de fruta - el color del fruto dicta el color del abono. Los dulces romance se ganan ahora completando los desafíos de Viva Piñata Central, poniendo mucho más énfasis en lo que originalmente era un aspecto puramente opcional del juego. Otra diferencia importante entre la versión DS y la original es la adición de un mapa aéreo que no sólo permite al jugador ver el paradero de su piñata instantáneamente, sino que también le permite acercarse a cualquier piñata simplemente tocando su icono.
También se ha añadido un nuevo modo de juego que refleja el modo "Sólo por diversión" en Viva Piñata: Trouble in Paradise, llamado "Playground". Se trata de una versión sin presión del juego principal (configurado en una playa) donde jugadores jóvenes o inexpertos pueden experimentar sin tener que enfrentarse a los aspectos desafiantes del juego, como Dastardos o Ruffians, o tener que pagar por objetos.
Rare explica en su sitio web que "también se le dará rienda suelta con una amplia selección de herramientas y acciones de herramientas, formas actualizadas del Diario y la Enciclopedia... y Episodios (que se relacionan más estrechamente con la serie de televisión y permiten a los fans del programa para pasar tiempo de calidad con caras familiares).". También afirman que "la conectividad inalámbrica DS... te permite enviar especímenes de primera Piñata a tus amigos, haciendo que el acto de desfilar tu Doenut en un humillante traje pirata sea más fácil que nunca".

## Desarrollo
En 2005, Electronic Gaming Monthly informó que Rare trabajó duro en dos proyectos para la Nintendo DS. Su primer juego de Nintendo DS lanzado fue Diddy Kong Racing DS, por lo que el juego y Viva Piñata fueron los dos proyectos mencionados.
Viva Piñata para la Nintendo DS fue insinuado por primera vez en una entrevista entre Microsoft Game Studios y 1UP. com en la Cumbre DICE 2007 en Las Vegas.
El juego se anunció más tarde en Comic-Con 2007 y el 13 de mayo de 2008 THQ anunció oficialmente el lanzamiento de Viva Piñata: Pocket Paradise en el otoño de 2008. El 22 de mayo de 2008 Rare abrió una sección dedicada a Viva Piñata: Pocket Paradise en su sitio web.
En una entrevista realizada en mayo de 2008 con miembros del equipo, la pregunta "¿Siempre fue el plan de transferir a Viva Piñata a la DS, o se necesitó algún estímulo? recibió la respuesta:"En las discusiones para un proyecto de seguimiento de DKR DS se convirtió en un punto focal más importante, y en retrospectiva, al ver lo que se nos ocurrió, se ha comprobado que es una idea completamente sencilla. Nos encanta." del productor del juego, Paul Machacek.

## Recepción crítica
Viva Piñata: Pocket Paradise ganó el premio al mejor juego de simulación para la Nintendo DS de IGN en sus premios de videojuegos 2008. Viva Piñata: Pocket Paradise también recibió un par de nominaciones al BAFTA 2009 por Mejor Juego de Estrategia en los Game Awards y Mejor Videojuego en los Children's Awards.